# Brecon
Pour les articles homonymes, voir Brecon (homonymie) et Brecknock (homonymie).
Brecon (Aberhonddu en gallois) est une ville située dans le sud du Powys, au pays de Galles. Elle a été le chef-lieu du comté historique de Brecknockshire. Bien que son rôle en tant que tel ait été éclipsé avec la formation du Powys, elle reste un centre local d'importance. Brecon est la troisième plus grande ville du Powys.

## Histoire

### Antiquité
En Grande-Bretagne romaine, Brecon (Cicucium) a été fondée comme une base de cavalerie romaine pour la conquête du pays de Galles et donc comme une base militaire.
Après le Moyen Âge, le nom d'origine galloise du royaume sur le territoire duquel se trouve Brecon a été (en orthographe moderne) Brycheiniog, qui devint plus tard, une fois anglicisé, le Brecknockshire ou Breconshire, et vient probablement du nom de l'Irlandais Brychan, le fondateur éponyme du royaume. Le nom anglais de la ville de Brecon peut aussi provenir de Brychan.
Le nom gallois, Aberhonddu, signifie « bouche du Honddu ». Il est dérivé de la rivière Honddu, qui se joint à l'Usk à proximité du centre-ville.
Avant la construction du pont sur l'Usk, Brecon était l'un des rares endroits où la rivière pouvait être passée à gué.

### L'époque normande
La confluence du Honddu et de l'Usk était un site recherché pour la construction d'un château. Celui-ci domine toujours la ville ; il fut érigé à la fin du XIe siècle par Bernard de Neuf-Marché.

### La cathédrale
À un kilomètre du château se dresse la cathédrale de Brecon, un bâtiment assez modeste par rapport à de nombreuses autres cathédrales. Le statut de cathédrale est assez récent : il a été accordé à l'édifice en 1923 après la séparation de l'Église anglicane et de l'État au Pays de Galles et la création du nouveau diocèse de Swansea et Brecon. Auparavant l'église est le siège d'un archidiaconé du diocèse de St David's.

### Christ College
La ville abrite le plus ancien établissement d'enseignement du Pays de Galles. Christ College fut fondé en 1541 par une charte royale d'Henri VIII dans les bâtiments d'un ancien prieuré dominicain supprimé après la Réforme. En 1855, l'établissement devient une public school par un acte du Parlement. C'est l'une écoles mixte réputée, accueillant 340 élèves de onze à dix-huit ans. La chapelle et le réfectoire datent de l'époque des dominicains (XIIIe siècle).

### AuXIXesiècle
L'architecte néo-gothique John Loughborough Pearson a construit en dehors de la ville, la demeure de Treberfydd pour la famille Raikes en 1852. Le parc est le seul exemple restant d'un jardin réalisé par l'artiste peintre et paysagiste William Andrews Nesfield qui soit encore entretenu par les descendants du propriétaire pour qui il l'a créé. Il contient l'une de ses vues emblématiques, appelée The Long Walk que l'on peut voir en se tenant à la porte des jardins potagers et en regardant en arrière à travers un bois paysager, vers les pelouses bien entretenues du domaine.

### L'époque contemporaine
Aujourd'hui Brecon est une ville prospère, populaire comme destination de vacances, étant à la limite nord du parc national des Brecon Beacons, une chaîne de collines, dont le Pen y Fan, le point le plus élevé du sud de la Grande-Bretagne à 886 mètres d'altitude.
Chaque année en août, se déroule le Festival de Jazz de Brecon.

## Jumelages
- Saline (États-Unis)
- Blaubeuren (Allemagne)
- Gouesnou (France)
- Wadebridge (Royaume-Uni)

## Lieux et monuments
- La cathédrale de Brecon.
- Les collines de Brecon Beacons et le parc naturel associé.

## Personnalités liées à la ville (ordre alphabétique)
- Thomas Coke (évêque) (1747-1814), théologien et missionnaire méthodiste.
- Llewela Davies (1871-1952), pianiste et compositrice.
- Roger Glover (né en 1945), bassiste de Deep Purple.
- Gareth Gwenlan (1937-2016), producteur et réalisateur.
- Andy Powell (né en 1981), joueur de rugby.
- Sarah Siddons (1755-1831), actrice.